# Gregoriuskerk (Brunssum)
De Gregoriuskerk, ook wel Kerk St. Gregorius de Grote of Gregorius de Grotekerk genoemd, is de vierde kerk met dezelfde naam die nagenoeg op dezelfde locatie als de voorgaande kerken in Brunssum staat. De kerk is genoemd naar Gregorius de Grote.

## Parochie Brunssum
De kerk en de nederzetting Brunssum worden voor het eerst vermeld in 1150 in de Annales Rodenses, als er een schenking wordt gedaan aan het klooster Rolduc, van goederen gelegen binnen de grenzen van het gebied van de kerk van Brunsham. Brunssum was dan nog geen eigen parochie, maar viel onder de parochie Gangelt. De kerk in Brunssum werd door de kapelaans van Gangelt bediend. In 1579 werd Brunssum tot zelfstandige parochie verheven door bisschop Wilhelmus Lindanus van Roermond.

## De Gregoriuskerken
Tot 1840 stond in het centrum van Brunssum een kerk bestaande uit een middenschip, één zijbeuk en een koor dat in 1667 geheel vernieuwd en vergroot werd. In 1698 werd er een toren aan gebouwd. De kerk was gebouwd op de plaats waar een oude veldweg de Brunssummer beek kruiste. Deze veldweg gaat waarschijnlijk terug op het tracé van de Romeinse weg van Heerlen naar Tüddern, Melick en Xanten.
In 1840 werd de oude kerk in zijn geheel afgebroken. Onder pastoor J. Janssen en naar een neoclassicistisch ontwerp van architect Dominic Ritsen uit Heerlen werd een nieuwe, tweede, kerk gebouwd. De kerk werd iets zuidelijker aan de andere kant van de Dorpstraat gebouwd dan de vorige, kreeg een driebeukig schip met tongewelf in de middenbeuk, rustend op kolommen. De torenspits kreeg de vorm van een peperbus. Deze kerk werd in 1920 verbouwd tot het verenigingsgebouw Unitas, dat in 1996 werd afgebroken.
Het derde kerkgebouw, een neoromaanse kruisbasiliek, werd gebouwd in de periode 1917 - 1919 onder pastoor Peter Joseph Savelberg. Architect was Jozef Tonnaer uit Delft. Ook deze kerk was al snel niet meer groot genoeg voor de uitdijende parochie. Ook liep het gebouw ernstige schade op ten gevolge van de steenkoolwinning. De derde kerk werd in 1964 afgebroken.
Op kosten van de Staatsmijnen werd in 1961 een nieuw, vierde kerkgebouw gebouwd naar een ontwerp van de Duitse architect Gottfried Böhm. Op 8 december 1963 consecreerde Monseigneur Petrus Moors de kerk. Door haar omvang domineert de vierde Gregoriuskerk de omgeving. De kerktoren is een landschapsbaken dat ver buiten Brunssum te zien is.
Doordat in de vierde kerk een hardstenen renaissance doopvont uit 1672 en een barok orgel met in- en uitgezwenkte verkropte lijsten, uit ongeveer 1700 aanwezig zijn, is de Gregoriuskerk een rijksmonument.

## Opgraving
Nadat het Unitasgebouw was afgebroken, werd in 1995 de middeleeuwse parochiekerk opgegraven. De opgraving heeft niet alleen de funderingen van een aantal eerdere bouwfases blootgelegd, maar ook inzicht verschaft in de ouderdom van de nederzetting Brunssum. De eerste kerk moet van hout geweest zijn en omstreeks 1125 gebouwd zijn, omdat in 1150 al sprake is van een kerk in Brunssum. De eerste stenen kerk was van plaatselijke kalksteen en is pas rond 1200 gebouwd. In de funderingen waren Romeinse dakpannen verwerkt, die waarschijnlijk afkomstig zijn van een langs de Romeinse weg gelegen villa. Van de houten kerk zijn enkele paalkuilen terug gevonden. Een aanvankelijk als oven beschouwde kuil blijkt een kuil te zijn waarin omstreeks 1160 een klok gegoten is. Zowel de houten kerk als de eerste stenen kerk bestonden uit een zaalkerk met een rechthoekig koor. De plattegrond van de houten kerk is niet zeker. De stenen kerk is omstreeks 1300 vernieuwd in Kunrader kalksteen en er werd een westtoren toegevoegd. Later werd aan de noordzijde een zijbeuk aangebouwd en het schip werd naar het westen verlengd, waarbij de eerste toren werd gesloopt. Ondanks de verbouwingen in de 17e eeuw (nieuw koor, nieuwe toren) bleef het middeleeuwse schip, dat tot in de 18e eeuw een lemen vloer had, tot 1840 in gebruik.
Zowel binnen als buiten de kerk werden mensen begraven. De oudste graven liggen buiten de kerk en dateren uit de 12e eeuw. Vanaf ongeveer de 14e eeuw werd ook in de kerk begraven. De aanzienlijkste inwoners werden direct voor of in het koor begraven. De jongste graven dateren uit de 18e en de vroege 19e eeuw. De best bewaarde skeletten zijn antropologisch onderzocht en met behulp van C14 gedateerd. Enkele skeletten vertoonden ziekteverschijnselen. Een vrouw uit de 12e of 13e eeuw had geleden aan een open rug (spina bifida). Ze had een lengte van 1,60 tot 1,68 meter en was 34 tot 40 jaar oud geworden.
Uit de aanwezigheid van een cultuurlaag onder de kerkfunderingen en een aantal kuilen met aardewerkscherven en maalsteenfragmenten kan worden geconcludeerd dat de kerk was gebouwd binnen een kort voor de bouw van de kerk gestichte nederzetting. Waarschijnlijk is Brunssum, evenals het nabijgelegen Schinveld en Merkelbeek, tussen 1000 en 1100 gesticht als ontginningsnederzetting van Gangelt.
Een bijzondere vondst bij de opgraving was een ivoren mannenkopje, mogelijk een christuskopje, van slechts 14 mm hoog. De achterzijde is hol. Ter hoogte van de oren is het doorboord, waarin nog een koperen ringetje zit. Een deel van het gezicht is groen uitgeslagen door het koper. Het kopje was waarschijnlijk op stof bevestigd, mogelijk op een lijkwade of als onderdeel van een borstkruis. Het kopje is gevonden in grafgrond, liggend op de restanten van de muur van de eerste stenen kerk. De datering is moeilijk, maar een datering in de 15e of 16e eeuw is waarschijnlijk, al is een oudere datering niet uitgesloten.

## Galerij

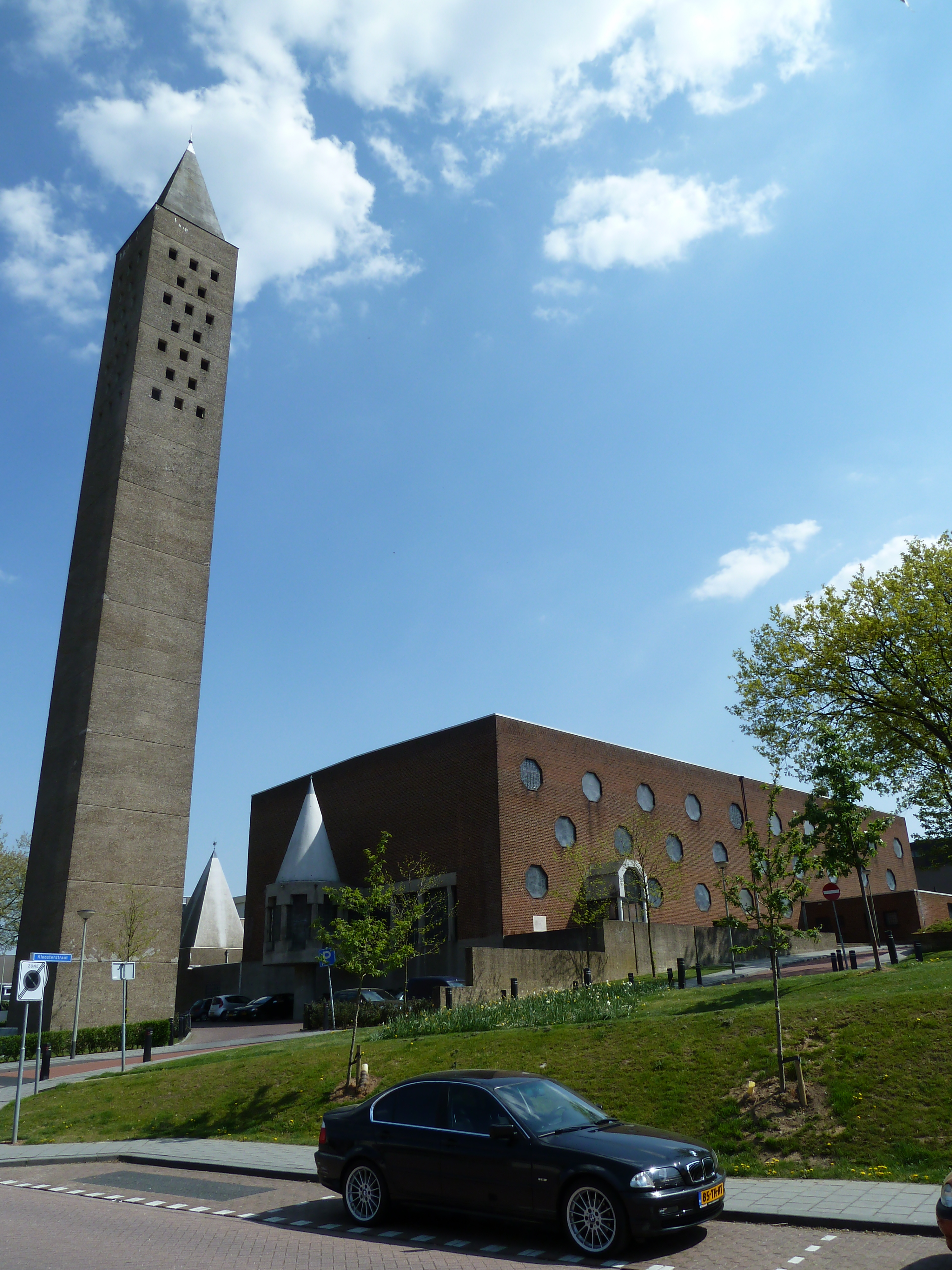
Kerk en toren
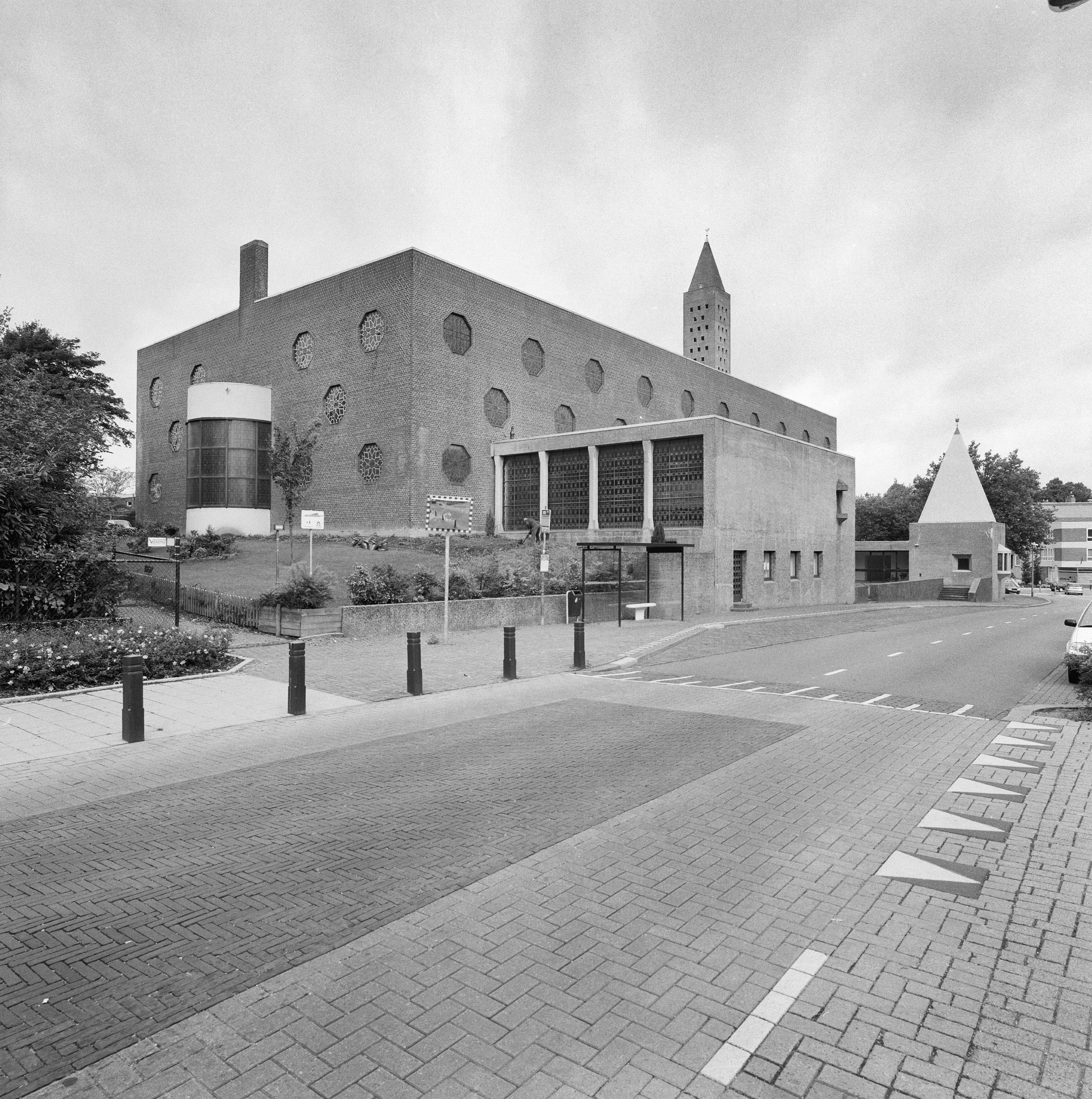
Kerk vanuit het noordoosten
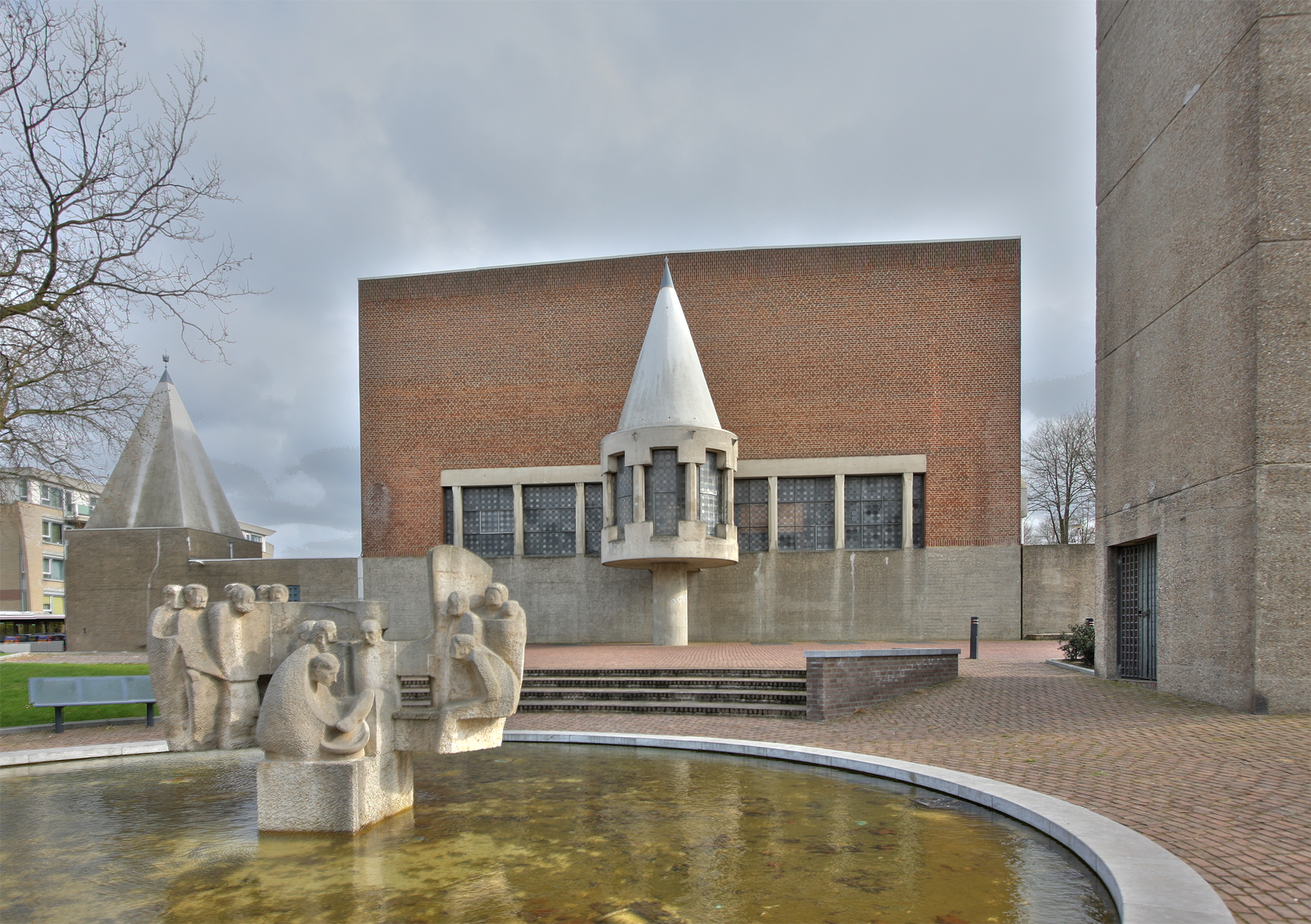
Beeldengroep bij de vierde Gregoriuskerk
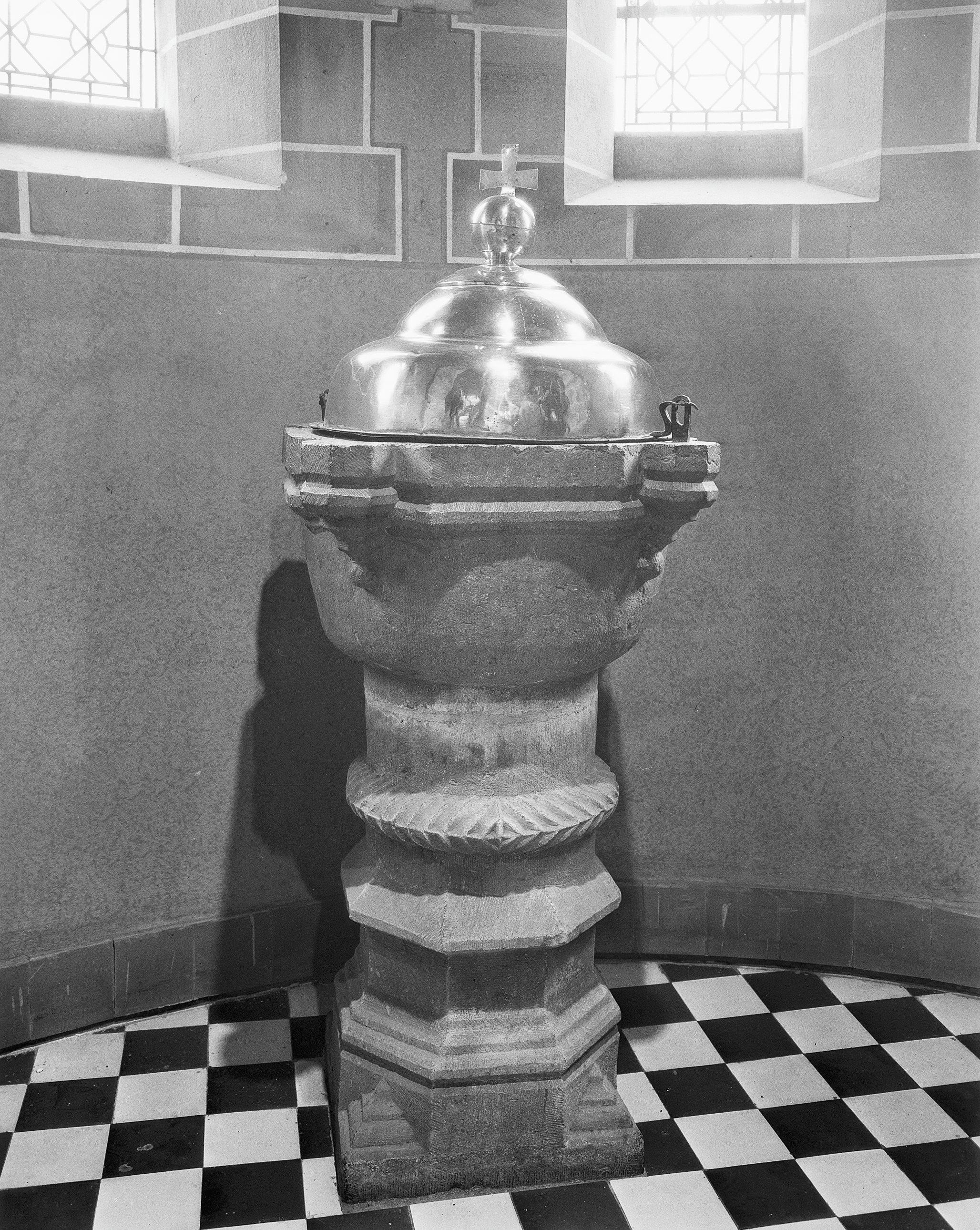
Doopvont